# NGC 6384
NGC 6384 (również PGC 60459 lub UGC 10891) – galaktyka spiralna z poprzeczką (SBbc), znajdująca się w gwiazdozbiorze Wężownika. Została odkryta 10 czerwca 1863 roku przez Alberta Martha. NGC 6384 znajduje się w odległości około 80 milionów lat świetlnych, a rozciąga się na 150 tysięcy lat świetlnych.
W galaktyce tej zaobserwowano jedną supernową: SN 1971L.